# Tin Wis Indian Reserve 11
Tin Wis Indian Reserve 11 är ett reservat i Kanada.   Det ligger i provinsen British Columbia, i den sydvästra delen av landet, 3 700 km väster om huvudstaden Ottawa.